# GCLM
Tiểu đơn vị điều hòa glutamate-cysteine ligase (tiếng Anh: Glutamate-cysteine ligase regulatory subunit) là enzyme ở người được mã hóa bởi gen GCLM.
Glutamate-cysteine ligase, còn được gọi là gamma-glutamylcysteine synthetase, là enzyme hạn định tốc độ (rate limiting enzyme) đầu tiên của quá trình tổng hợp glutathione. Enzyme này gồm hai tiểu đơn vị, một tiểu đơn vị nặng có chức năng xúc tác và một tiểu đơn vị nhẹ có chức năng điều hòa. Sự thiếu hụt gamma glutamylcysteine synthetase có liên quan đến một số dạng của bệnh thiếu máu tan huyết (hemolytic anemia).